# Csólyospálos
Csólyospálos is een plaats (község) en gemeente in het Hongaarse comitaat Bács-Kiskun. Csólyospálos telt 1753 inwoners (2005).